# Опрема и делови за бицикле
Опрема и делови за бицикле

## Саставни делови бицикла

### Рам
Рам бицикла представља основу сваког бицикла, скелет који држи бицикл на окупу. Некад су били рађени само од челика, а данас је технологија специјализована на лакше и отпорне материјале, шта се нарочито користи у спортске сврхе, док се за јефтиније и теже материјале произвођачи одлучују због цене.
Геометрија женског рама се разликује од геометрије за мушки бицикл (женски имају понекад назив Фемин).
материјали рама : 
- Челик
- Хром-молибден (Cr-Mo)
- Алуминијум[1]
- Скандијум
- Угљеник - Карбонска влакна
- Титанијум
- Хибридно - комбинација више материјала.

#### Рамови за друмски и триатлон бицикл
- Друмски бицикл (слопинг или класичне геометрије)
- Бицикл за трке на хронометар (енгл. TT-time trial)
- Триатлон бицикл
- Бицикл за велодромске трке

#### Рамови за брдски бицикл
- Крос Кантри - (енгл. Cross-county - XC)
- Слободним стилом - (енгл. Freeride)
- Даунхил - (енгл. Downhill - DH)

Рамови за брдске бицикле се могу најгрубље поделити у 2 групе, а то су: 
- рамови са крутом задњом вилом (енгл. hard tail) - лакши рам без задњег амортизера, користе се за Крос Кантри XC.
- рамови са задњим амортизером (енгл. full suspension)
  - - компромис између рамова са крутом задњом вилом и са задњим амортизером, поседују мали ход задњег амортизера који се не активира ротацијом задње виле око зглобова, већ увијањем саме виле.

#### Рамови бицикли за X - спортове
-
-
-

### Погонски део

#### Средњи погон и осовина средњег погона
Средњи погон је погонски део бицикла, који је у последњих неколико година доживео највећу еволуцију. Његова функција је да оствари пренос силе бициклисте са педала на ланац. Средњи погон брдског бицикла (МТБ) се састоји од осовине, леве и десне курбле које се на осовину навлаче и у које се шрафе педале. Десна (погонска) курбла носи ланчанике (1 до 3 комада у зависности од концепта). На старијим бициклима постоји један ред ланчаника, на модернима су то два реда (за друмске бицикле) или три реда (за брдске и остале). На великом ланчанику стандардни број зуба за брдске бицикле је 42-44, док је код остала два ланчаника углавном 22 и 34. Код друмског бицикла број зуба великог ланчаника је нешто већи и износи 49-53, а који је неопходан ради могућности преласка преко високих препрека. Ова разлика се код МТБ-а надокнађује чињеницом да најмањи ланчаник на задњем точку има 11 док код друмских бицикала 12 зуба.
Од настанка МТБ-а 1977. као најбоље решење кориштен је систем конусне четвртке као краја осовине на коју се са обе стране помоћу завртња навлаче курбле. Због великог и дуготрајног оптерећења, системи са четвртастим пресеком крајева осовине су у последње време замењени звездастим профилом који је омогућио далеко већу издржљивост и крутост комплетног система. Поред прелаза са четвртастог на звездасти профил крајева осовине, Шимано је патентирао халовтек (енгл. Hollowtec) систем шупљих курбли, који је представио револуцију у свету средњих погона јер је његовом појавном крутост средњих погона и трајност лежаја осовине драстично повећана, при чему је тежина истог додатно смањена. Овде је осовина знатно већег пречника од осовина претходних система, веома танких зидова (одатле и назив шупља технологија). По први пут осовина није део лежаја (патроне или моноблока) већ курбле. Саме осовине се производе од челика или титанијума, а тела у које је упакована осовина „патрона“ се производе од челика, алуминијума па некада и карбона.

#### Ланац
Ланац преноси снагу са средњег погона на задње ланчанике и представља део бицикла који се најбрже троши и најчешће захтева замену. С обзиром на напредак производне технике и развоја материјала очекивало се да ће његов животни век из генерације у генерацију бити све дужи, међутим није тако. Са повећањем броја брзина, ланац је постајао ужи, а самим тим се и брже трошио. На старијим бициклима, користећи ланце старијих генерација пре је било могуће прећи до 10.000 km без замене, док је данас потребно мењати на сваких 3000-4000 km код друмских бицикли, односно на сваких 1000 km код брдских (због терена по коме се вози). Критеријум за промену је његово развлачење по дужини од око 2 cm на 100 пинова, што чини око 1% дужине. Последица развученог ланца може бити узрок прескакању брзина на задњим ланчаницима. Стављање новог ланца је потребно извршити тако да буде усклађен са осталим деловима у погонској спрези (иста класа). То је најбоље извршити тако што ће се на основу класе предњих ланчаника који се најређе мењају куповати ланац и задње ланчанике. При измени потребно је узети ланац са еквивалентним бројем пинова колико на је на старом ланцу, а не исту дужину. Односно ланац је потребно ускладити са бројем брзина бицикла, јер осмофазни ланац неће радити правилно на бициклу који позади има 9 ланчаника пошто неће имати довољно простора за кретање. Такође деветофазни ланац не би требало стављати на задње паковање са 8 ланчаника. Што се одржавања тиче потребно је да буде што чистији, али и никада сув. За подмазивање ланца користите тефлонске или силиконске спрејеве на којима је наглашено да су намењени за ланац бицикла. Ова средства уједно и умањују количину прашине која је штетна по погонски систем бицикла. С обзиром на то, уље је препоручљиво користити само ако се иде на дужу вожњу или када се не напуштају асфалтирани и бетонски путеви.

#### Задњи ланчаници
Задњи ланчаници се налазе са десне стране задње осовине, а у жаргону се зову касета. Подела задњих паковања ланчаника се могу извршити према следећим параметрима.
- Подела према броју брзина на задњем точку бицикла. Број брзина је продукт броја задњих и предњих ланчаника, којих може бити стандардно од 6 до 10. Код модерних брдских бицикли обично је то 7 или 8 (редно), док је код друмских 9 или 10.
  - шестофаз (за 6 брзина)
  - седмофаз (за 7 брзина)
  - осмофаз (за 8 брзина)
  - деветофаз (за 9 брзина)
  - десетофаз (за 10 брзина)
- Подела према механизму који се користи:
  - класични задњи ланчаници (на навој) - примењују се још само код бицикала ниске класе.
  - са механизмом који омогућава директну спрегу са точком у смеру кретања, а у супротном слободу без покретања точка.

Задњи ланчаници су по правилу мањег обима него предњи. За разлику од предњих, мењају се након неколико хиљада пређених километара (услед трошења зупчића). При промени је потребно ланчанике ускладити са квалитетом ланчаника средњег погона како би трајање погонског дела бицикла било максимално. А, исто тако обратити пажњу на број брзина код ручице мењача. Једна касета углавном има 2 животна века ланца. Због функције мењања брзина, облици свих зупчића нису исти. Колико су ланчаници потрошени може се закључити поређењем оних које се највише користе са онима које се користе најмање.

#### Педале
Педала је у општем смислу подножица или подножје које се притискује како би се вршио користан рад. Претеча бицикла није имала педале, а данас бицикл има две педале на којима возач ногама преноси снагу. Снага се даље преноси преко педала и средњег погона на точкове бицикла како би се постигло кретање. Обично се састоје из темена (врата) помоћу којег педала ротира у лежишту и тела које обезбеђује везу са ногом бициклисте. Постоји неколико типова, па је могуће извршити следећу поделу: 
- Обична педала,
- Педала са системом клипсера (корпица) и
- спортска педала или СПД педала по Шимановом патенту.

До последње деценије 20. века у масовној употреби је био систем клипсера (корпица) на педалама у које се стопало постављало ради сличних добити као и са СПД системом. Код овог система није постојао механизам који би аутоматски ослобађао ногу, тако да је ово решење због безбедносних разлога данас потпуно запостављено.
СПД педала (енгл. Shimano Pedaling Dynamics - SPD) коју је развио Шимано је наследила педале са корпицом. За њихово кориштење је потребно имати и бициклистичке патике, које на потпетици имају систем за спрегу са педалом. На ђон патике за СПД педалу монтира се метална плочица чији се облик разликује у зависности од произвођача педала и модела. Плочица када нагазимо на педалу упада у канџе педале које помоћу неке врсте опруга фиксирају плочицу. Оваква педала омогућава да при вожњи педалу не само притискамо него тако су нам обе ноге активне током целог круга па је оптерећеност мишића равномернија током целог циклуса. Такође током вожње по терену не постоји могућност да вам нога склизне са педале, што је веома честа појава код класичних педала. Помоћу СПД педала олакшан је прелазак преко свих препрека јер задњи точак далеко лакше подижемо и контролишемо. Већина клиплес система има и могућност подешавања напрегнутости опруга те док учите опруге можете потпуно ослабити како би „вађење“ ноге из педале било што лакше. СПД педала за брдске бицикле се по дизајну разликују од СПД педала за друмски бицикл.

### Мењач брзина

#### Предњи мењач
Мењач је механизам за промену брзина, састоји се из фиксног и покретног дела (кавеза). Према конструкцији фиксног дела предњих мењача, разликујемо мењаче који се везују обујмицом за рам и мењаче који се монтирају на осовину средњег погона, познат је и као е-тип (енгл. e-type). Е-тип мењача се монтира директно на шољице средње осовине чиме је знатно олакшано подешавање (приказан на слици), али отежана демонтажа која захтева скидање целог средњег погона. Најчешће се користи код рамова са задњим амортизером конструисаних тако да монтажа ма које од обујмица није могућа или код крутих рамова чија је цев у коју улази штицна већег пречника од стандардних обујмица. Мењачи који се помоћу обујмице фиксирају за рам деле се у 2 групе и то су они којима се обујмица налази изнад осовина око којих се кавез покреће (енгл. bottom swing) и оне код којих се покретање кавеза врши изнад обујмице (енгл. top swing). Поред ове поделе која је наведена,Marzocchi Bomber MX предњи мењачи се разликују и према потезу сајле:
- Потез сајле одозго - чешће код МТБ бицикли, јер је ланац заштићен од прљавштине
- Потез сајле одоздо - чешће код друмских бицикли
- Са прегибом, оба потеза (енгл. dual pull) - новији изум, универзална примена.

Предњи мењач има стандардно две или три брзине, зависно од предњег погона. Двобрзински (назван и дупла) је углавном код друмских бицикала, тробрзински (назван и трипла) је стандардан код брдских бицикала, за лакшу контролу код мањих брзина на лошим путевима.

#### Задњи мењач
Задњи мењач управља применом брзина на задњем ланчанику, која се врши одговарајућом ручицом мењача (тригер, твистер или шифтер) посредством скраћивања или продужавања сајле. При промени брзине на виши степен, сајла се продужује а мењач затеже ланац чиме се помера у десну страну на већи ланчаник и виши степен брзине. При пребацивању у нижу брзину процес је супротан, сајла се затеже (скраћује), а мењач попушта ланац који се помера на леви ланчаник, тј. на нижу брзину. Мењачи се разликују према дужини кавеза (растојању између горњег и доњег точкића (пулија) мењача), па према томе постоје три различите дужине задњег мењача (кавези се праве у три величине): 
- Задњи мењач са кратким кавезом
- Задњи мењач са средњим кавезом
- Задњи мењач са дугим кавезом

Величином кавеза је је одређен капацитет мењача, тј. разликом броја зуба најмањег и највећег ланчаника како код средњег погона, тако и код задњих ланчаника. Ово је разлог зашто су кавези на друмским бициклима краћи од кавеза на мењачима МТБ-ова.

#### Ручице мењача
Ручице мењача се другачије називају и шифтери. Постоји више врста ручица мењача. На старим друмским бициклима биле су монитарне на дијагоналној цеви рама, док се данас налазе на корману. Стандардно је лева ручица за мењање брзина на предњом ланчанику, док десна мења брзине на задњем ланчанику. Врло специфичне су ручице на друмским бициклима, старе са системом полуге и новије које су интегрисане у са системом кочница.
Спортске ручице на брдском бициклу се могу класификовати у неколико варијанти:
- Мењач са системом полуге
- Тригер шифт или окидач (енгл. Rapid Fire)
- Твист шифт или грип шифт
- ДЦЛ шиманов систем или шамараљке (енгл. dual control lever - DCL)

Мењач са системом полуге - на полугу је фиксирана сајла, окретањем око једног краја се натеже или опушта, чиме се мењају брзине. Овај систем је у употреби од настанка бицикала са брзинама, али је данас скоро потпуно потиснут са тржишта МТБ опреме. Шимано је форсирао систем рафалне ватре (енгл. Rapid Fire) код нас познатији као окидачи док је СРАМ патентирао далеко једноставнији, али краткотрајнији и тада мање прецизни систем Грип шифт.
Тригер шифт или окидач - раде по систему окидања, како напред, тако и назад. Примена је решена тако да палац пење ланац на веће ланчанике, док га кажипрст спушта. Окидачии су веома добро решени, сигурни у свом раду, а највише класе имају и лагере уграђене у свој систем. Оно што је још један плус је да се може несметано користити кочница и у исто време мењати брзине. Овај систем је Шиманов патент, али се и СРАМ последњих година упустио у продукцију својих тригера, који имају нешто другачији принцип.
Твист шифт или грип шифт - су развијени од стране СРАМ-а, а касније их је и Шимано прихватио и развио сопствене серије. И ови мењачи су годинама еволуирали да би данас били изузетно поуздани и ексртемно лаки за употребу. Код овог система се промене брзина врше окретањем дела рукохвата кормана, веома сличан додавању гаса на мотоциклима. При томе, механизам им је мање сложености од механизма код тригера, па самим тим и мање се квари. Недостатак који се примећује када је потребно кочити и мењати брзине у исто време, што је готово немогуће извести. Шимано није делио овај ентузијазам са СРАМ-ом, па су њихови твист шифтери развијени само за ниже класе опреме.
Шамараљке или дуал контрол ливер - су ручице мењача које су Шиманов новији изум. Код овог система се ишло на варијанту да возач може да мења брзине и кочи истовремено, јер ДЦЛ поседује јединствену ручицу мењача и кочнице те при повлачењу ручице ка корману кочимо, док гурањем ручице навише или наниже мењамо брзине. С обзиром на то ради се у В-браке варијанти и у диск варијанти. Овакав принцип мењања брзина одавно функционише на друмашима (друмским бициклима), те је 2003. године Шимано одлучио да своје деценијско искуство у шифтерима друмских бицикала примени и на МТБ. Систем је нешто спорији од класичних тригера, док се с обзиром на већу полугу ручице мењање брзина одвија мањим дејством силе.

### Кочнице
Кочница или кочиони систем представља конструкцију која има за циљ да успори или заустави кретање бицикла. Од настанка бицикла развило се неколико типова, развој је прошао кроз дугогодишњу еволуцију кочионих система, али су се у последњих 15-ак година усталиле 4 доминантне варијанте. Поделу кочионих система можемо да извршимо на више начина, овде ћемо навести поделу према механици која се користи:
- Задња ножна кочница (контра кочнице)
- Добош кочнице
- Механичке кочнице на трење (бандаш кочнице)
- Хидрауличне кочнице (диск кочнице).

Механичке (бандаш кочнице) су најраспрострањенији тип кочница, познатије су као В-кочнице (енгл. V-brakes). Овде сајла повезује полуге чељусти кочница и њеним натезањем путем ручице кочница пакнови се доводе у положај у коме почињу додиривати бандаше точкова. В-кочнице се производе у 2 основна облика, а то је паралелограмски и директни систем. На друмским бициклима се користи углавном овај тип. Треба напоменути да постоји и хидраулична варијанта бандаш кочница, у највећој мери заступљена у виду Магурин HS модела.
Брдски и остали бицикли имају више опција. Од обичних и канти левер (енгл. cantilever brakes), ефективнијих в-кочница, па до најбољих диск хидрауличних кочница. Међу диск кочницама, такође разликујемо механички диск и скупљу, хидрауличну варијанту. Механичка диск кочница је хибридна варијанта диск кочница на сајлу, која је неке врста имитација хидрауличних кочница али са доста лошијим ефектом кочења. Квалитетније диск кочнице користе минерално или синтетичко уље (ознака DOT) које хидрауликом преноси силу на металну облогу која врши притисак на диск. Металне облоге имају индикатор истрошености, док се диск генерално ретко мења. Приликом спуштања са брда, због велике оптерећености при кочењу, дешава се да се диск ужари на неколико стотина °C и тада добија љубичасту боју. Главна мана у односу на бандаш кочнице је нешто већа маса, предност је то што нема потрошње бандаша, што је један од главних проблема са бандаш кочницама. Плочице диск кочница углавном трају знатно дуже од гумених пакнова сличне класе, те је и сервис знатно ређе потребан. 
Главни произвођачи кочница су:
- Авид,
- Шимано,
- Магура,
- Хајс и
- Формула (енгл. Formula).

#### Ручице кочница
Ручице кочница код друмских бицикли су вертикалне, посебан пример је код друмских бицикала за трке на хронометар. Код њих су ручице више положене. Код брдских и осталих бицикли ручице су постављене хоризонтално на корману. Код професионалних кочница ручице су мање (скраћене су) и направљене од алуминијума. Јефтиније су дуже и углавном израђене од пластике. Врсте ручица хидрауличних кочница су углавном нераздвојне и чине склоп хидрауличних кочионих система, док код ручица кочница механичких кочница разликујемо ручице намењене В-браке кочницама које се уједно користе и за механичке диск кочнице и ручице за остале типове (првенствено канти левер кочнице).

### Амортизери
Бицикли могу имати предње, задње амортизере или пуну суспензију која ради пре свега у централној равни симетрије, мада се код неких врши амортизовање у латералној равни. Циљ суспензије код бицикла је смањење вибрације и уравнотавање бицикла, при чему се одржава контакт точка са земљом. Основни параметри су: крутост, пригушење, еластичност и приањање. Осим намене при појави неправилности терена, амортизовање може имати улогу и при суспензији сила кочења и убрзања. Према систему амортизације, постоји велики број комбинација: комбинација ваздуха, уља, опруга и еластомера (специјалне врсте гуме). Најлинеарније у раду, а самим тим и најудобније су виле са комбинацијом уље-опруга. Код њих је ход којим ће вила одреаговати на препреку линеарно сразмерна величини препреке.

#### Предњи амортизер
Бицикли са обичним, крутим вилама су прикладнији за вожњу узбрдо јер под собом константно има чврст ослонац, из овог разлога, свака озбиљнија, новија крос кантри вила са амортизером поседује могућност закључавања (енгл. lock-out) (бицикл се понаша као да амортизера нема), а врло често се закључавање може чинити и путем даљинског управљача на корману бицикла. Предњи амортизер служи за умањење вибрација и користи се углавном код брдских бицикала, а понекад на трекинг бициклима, док се као медијум за умањење ових вибрација користи ваздух (гасови), уље, опруга или специјалне врсте гума. Посебно јаки амортизери са дугим ходом се користе код даун-хил (енгл. downhill) бицикли. Овај ход амортизера износи од око 60 mm, па до неких 160 mm. Сваки рам је намењен за одређени тип виле који се углавном декларише ходом. Већа одступања су веома непожељна. Тако да ако је рам намењен за вилу хода око 80 mm, неће сметати ако се стави вила са 60 или 100 mm хода, али ако се стави обична крута вила геометрија ће бити нарушена те ће бицикл приликом кочења бити знатно мање стабилан. Постоји и варијанта предњег амортизера са једном вилом, који је патентирао произвођач Кенондејл (енгл. Canondale).
Главни произвођачи предњих амортизера су:
- Фокс,
- Маниту,
- Марцоки,
- Рокшок (енгл. Rockshox)

Поред њих на тржишту су у мањој мери присутни и ДТ Свис (енгл. DT Swiss), Вајт Брадерс (енгл. White Brothers), Спинер (енгл. Spinner) и Магура (енгл. Magura) који такође важе за одличне амортизере, док се у рекреативне сврхе могу користити амортизери јефтиније израде произвођача РСТ (енгл. RST) и СР-Саунтер (енгл. SR-Sounter).

#### Задњи амортизер
Задњи амортизер се користи код брдских бицикли који су намењени вожњи по лошијем терену и постоје само на фул-суспенжн (енгл. full suspension) рамовима. Задњи амортизер је доста мањих димензија од предњег, а самим тим је и мањег хода. Ови амортизери могу да буду:
- Задњи ваздушни амортизер
- Амортизери са системом уље-опруга
- Амортизери на принципу еластомера

Задњи амортизер је надградња предњег, јер се већи део вибрација амортизује на предњем точку. Као и предњи, такође може да се закључа, када има ефект без амортизације задњег точка. Налази се паралелно уз хоризонталну или вертикалну цев рама, у централној равни симетрије. Производе се у различитим димензијама које су представљене растојањем између отвора кроз које се при монтажи провлаче осовине којима се амортизер везује за рам. Сваки рам је прављен за једну одређену димензију амортизера.

### Точкови
Точак је састављен из обруча (бандаша), главе (набле), унутрашње и спољашње гуме, као и жица са нипловима или пречага које повезују обруч са главом. Обручи за бицикле које користе диск кочнице се разликују од обруча за обичне кочнице. Глава са обручем може бити преплетена на различите начине, зависно од броја и осовине. Обично се то ради жицама са нипловима, ређа појава су точкови који уместо жица користе сајле, док постоје и варијанте код којих су улогу жица преузеле пречаге или читави дискови произведени најчешће од карбона, магнезијума или алуминијума. Нове идеје се стално појављују, али због стандарда и компатибилности, једино верзија са жицама је успела да заживи у широкој примени. Жице се најчешће производе од челика, али има их и од титанијума, алуминијума, карбона,... Најпознатији у овом делу Европе произвођач жица је швајцарска фирма ДТ, која је у међувремену своју производњу са жица проширила и на набле, бандаше и целе точкове, а такође производи и врхунске предње и задње амортизере. Осим ових делова, ту је и трака која се монтира са унутрашње стране бандаша, а функција јој је заштита унутрашње гуме или заштита од истицања ваздуха код тјублес гума.

#### Обруч - бандаш
Бандаши се данас најчешће производе од алуминијума, али код врхунских точкова није ретка ни примена карбонских влакана. По својој намени се деле на оне са кочионом површином за в-кочнице и оне намењене диск кочницама. Бандаши код точкова са диск кочницама не преносе директне силе кочења, па су зато лакши, док се код обруча за бандаш кочнице површина троши те је потребно обезбедити додатни материјал за кочење, услед чега су веће масе и доста чвршћи. Поред наведеног конструкција може бити са дуплим зидом или са већим бројем зидова, а исто тако раде се са различитим бројем рупа за жице који је потребно ускладити са оним на набли. Најчешће је то 32 или 36, али могу да буду и варијанте од 28,24,20,16.

#### Глава - набла
Центар точка је свакако његова набла. До омасовљења примене амортизера на бициклу набле су у своме средишњем делу биле далеко мањег пречника попречног пресека. Међутим, са појавом првих амортизера, појавила се потреба за издржљивијим наблама па су МТБ набле еволуирале у облик који је име добио по шимановом патенту, паралакс и овај облик је и данас основа за већину модерних набли.
Визуелно гледано, можемо их поделити на: 
- набле намењене за В-кочнице - где је уздужни пресек предње набле симетричан.
- набле намењене за диск код којих симетрија не постоји.

Према систему који омогућује ротацију точка око осовине, најгрубље се набле могу поделити на:
- набле које користе конусе и куглице
- набле са индустријским лежајима.

Задња набла, је конструкцијски далеко сложенија од предње, пошто се на њу монтира и систем путем кога се обртни момент са ланчаника преноси на точак. Већина МТБ бицикала поседује слободни (енгл. freewheel), механизам на који се навлаче задњи ланчаници, а који омогућује да се ланчаници у једном смеру спрежу са точком и сав момент преносе на њега, а у супротном се слободно врте у односу на точак.
Међу такмичарима није ретка ситуација да се МТБ ради смањења масе склапају у једнобрзинској варијанти (енгл. single speed) где брзине не постоје, већ се на бицикл поставља само оптималан преносни однос. Постоји већи број решења за (енгл. freewheel) од којих нека омогућују боље приањање од других док нека пак омогућују да празан ход пре отпочињања директног спрезања точка и фривила буде што мањи.

#### Унутрашња гума
Постављена је унутар гуме (плашта). Различитих је димензија, зависно од величине точка. Стандардно су 700×23 C код друмских бицикала, а код брдских су 26" (26 инча). Градски бицикли (сити-бајк) имају мало већу димензију од брдских - 28". Постоји врста пнеуматика код којих нема унутрашње гуме, већ само спољашња. Такви пнеуматици се називају Тјублес гуме.

### Седиште, штицна и обујмица штицне
Поред доброг избора димензије рама, за безболну вожњу потребно је имати и добро седиште. Незванично правило је да има сваки човек своје предиспозиције, па тако нимало не значи да исто седиште одговара свима. Женске имају због анатомије доста шира седишта него мушкарци, који користе уже седиште. У спортске сврхе користи се тврђа и лагана седишта, понекад имају у средини и отвор за бољу прекрвављеност димља. За градску вожњу користе се обична или кожна седишта, понекад имају и властите амортизере. Погрешан је утисак да је мекше седиште боље - комфорније, јер на дуже време оставља траг жуљева.
Најбоља спортска (карбонска) седишта имају само око 90 грама, док обична седишта имају и по килограм.
Неки од познатијих произвођача су Селе (Selle), Сан Марко (San Marco), „Физик”. Архивирано из оригинала 01. 09. 2009. г. Приступљено 19. 09. 2009. (Fi'zi:k).

### Сајле и бужири
Сајле служе управљањем кочница (осим ако су хидрауличне) и престава на предњем и задњем мењачу. Добре сајле су цинковане па не рђају. На неким местима су увучене унутар самог рама. За сајле је битно да немају велики угао прелома, да се не губи сила приликом управљања. На испостављеним местима су обложене бужиром а на месту где се налазе уз рам су подложене или обложене пластичном масом, ради заштите рама.
Сајле се ретко мењају.
- Сајла и бужир.
- Сајла на задњем мењачу.

## Бициклистичка опрема

### Одећа и обућа
Обућа је рађена из трпежних и лаких материјала. Ципеле за друмски бицикл су аеродинамичнијег облика и доста лакше. Често се користи карбон. Патике за брдски бицикл имају груби подплат за бољи опријам код ходања на лошем терену.
- Женски шлем Селев
- Горњи део дреса
- Селев наочаре са фотосочивом
- Ципеле за друмски бицикл.

### Алат
- кључ за центрирање шпица на фелни
- кључ за лежај у гонилки

### Остало
- Модерно светло са LED диодама.
- U - брава за заштиту бицикла од крађе (неправилно постављена).
- Пумпа за гуме.
- Флаша за воду (бидон).
- Мерач брзине, наклона, пређене висинске разлике и пређеног пута.
- Ножица.
- Корпа.
- Динамо за бицикл.

## Произвођачи опреме и делова бицикла

### Шимано

| Класе Шиманове опреме за брдске бицикле: Крос Кантри - (енгл. Cross-county - XC) (9 брзина) - Икс Те Ер - (енгл. XTR) (9 брзина) - Диор Икс Те - (енгл. Deore XT) (9 брзина) - Ес Ел Икс - (енгл. SLX) (9 брзина) - заменио је (енгл. LX) и (енгл. ) - Диор - (енгл. Deore) (9 брзина) - Аливио - (енгл. Alivio) (8 брзина) - Асера - (енгл. Acera) (8 брзина) - Алтус - (енгл. Altus) (8 брзина) - Турни - (енгл. Tourney) (7 брзина) - Сис - (енгл. SYS) (6 брзина) Даунхил - (енгл. ) - Сеинт - (енгл. Saint) (9 брзина) - Хоне - (енгл. Hone) (9 брзина) - класа замењена са (енгл. SLX) 2008. год. Сортирано од најјаче ка најслабијој. | Класе Шиманове опреме за друмске бицикле: - (енгл. ) (10 брзина) - (енгл. ) - (енгл. ) (10 брзина) - (енгл. ) (10 брзина) - (енгл. ) (10 брзина) - (енгл. ) (9 брзина) - (енгл. ) (9 брзина) - (енгл. ) (8 брзина) |

### СРАМ

СРАМ је корпорација која обухвата неколико брендова:
- СРАМ који производи мењаче, ланце и касете (енгл. Shifters, Chains, Cassettes).
- Авид који производи кочиони систем (енгл. Brake Calipers).
- Трувејтив (енгл. Truvativ) производи средњи погон (енгл. Cranksets).
- Рок Шок (енгл. Rock Shox) специјализован за систем за суспензију (амортизере) (енгл. Mountain Bike Suspension).

| Класе СРАМ мењача: Класе за брдске бицикле: - (енгл. ) - (енгл. ) - (енгл. ) - (енгл. ) - (енгл. ) - (енгл. ) Класе за друмске бицикле: - (енгл. ) - (енгл. ) - (енгл. ) | Класе Авид кочница: Класе за брдске бицикле: Хидрауличне диск кочнице: - (енгл. ) - (енгл. ) - (енгл. ) - (енгл. ) - (енгл. ) - (енгл. ) - (енгл. ) - (енгл. ) Механичке диск кочнице: - (енгл. ) - (енгл. ) В-кочнице: - (енгл. ) - (енгл. ) - (енгл. ) - (енгл. ) - (енгл. ) - (енгл. ) - (енгл. ) Ручице кочница: - (енгл. ) - (енгл. ) - (енгл. ) - (енгл. ) | Класе Трувејтив средњег погона: Класе за брдске бицикле: - (енгл. ) - (енгл. ) - (енгл. ) - (енгл. ) | Класе Рок Шок амортизера: Само за брдске бицикле: Крос Кантри XC амортизери - (енгл. ) - (енгл. ) - (енгл. ) - (енгл. ) - (енгл. ) - (енгл. ) - не производи се - (енгл. ) - не производи се, класа је замењена са класом - (енгл. ) - не производи се Даунхил DH амортизери - (енгл. ) За вожњу слободним стилом FR: - (енгл. ) - (енгл. ) - (енгл. ) - (енгл. ) - (енгл. ) - (енгл. ) |

### Кампањоло
Кампањоло (итал. Campagnolo) је италијански произвођач опреме за друмски бицикл. Производња опреме је почела у граду Виченца 1933. По квалитету и цени је неколико класа испред свог највећег ривала, јапанског Шимана. Кампањоло користи за свој логотип леп стилизован натпис Кампањоло.
Класе Кампањоло опреме за друмске бицикле (не производе опрему за МТБ):
- (11 брзина)
- (11 брзина)
- (11 брзина)
- (11 брзина) - од 2009. године.
- (10 брзина)
- (10 брзина)

Сортирано од најјаче ка најслабијој.

Од 2009. године се не производи опрема у класама:
- (10 брзина)
- (10 брзина)

Кампањоло производи опрему за друмске бицикле, специјализовану за брдске етапе (енгл. steep hill-climbing):
- (10 брзина)
- (10 брзина)
- (9 брзина)

Сортирано од најјаче ка најслабијој.

## Галерија
- Кенондејл са алуминијумским рамом Ф-900 СЛ хардтејл
- Џајант (МТБ) са алуминијумским рамом
- Џајант друмски бицикл какав је Винокуров возио на Тур де Франсу 2005
- Скотов друмски бицикл (енгл. Scott Speedster S50)
- Бјанки са Cr-Mo (хром-молибден) рамом
- Фелт БС са алуминијум рамом